# 东岸革命运动
东岸革命运动（西班牙語：Movimiento Revolucionario Oriental，缩写为MRO）是乌拉圭的一个共产主义政党。该党成立于1961年4月21日。1967年－1985年，该党拥有准军事组织东岸革命武装力量，开展反对当时的乌拉圭军政府的城市游击战。该党是广泛阵线的创始成员之一，1993年，该党退出广泛阵线。2008年，该党发起创立了左翼政党联盟反帝国主义统一委员会。
该党的意识形态是共产主义、马克思列宁主义、格瓦拉主义、反帝国主义。该党的总书记是马里奥·罗西·加雷塔诺。该党的青年翼是格瓦拉主义青年，下属群众组织是争取社会主义替代革命阵线。该党的总部位于蒙得维的亚。该党出版刊物《东岸人》。